# Berdychowo (Zamorze)
Berdychowo – osada wsi Zamorze w Polsce, położona w województwie wielkopolskim, w powiecie szamotulskim, w gminie Pniewy.
Osada została ustanowiona 1 stycznia 2012.